# Грмагеле (станція метро)
41°45′56″ пн. ш. 44°47′24″ сх. д. / 41.76556° пн. ш. 44.79000° сх. д.
«Грмагеле» (груз. ღრმაღელე) — станція Ахметелі-Варкетільської лінії Тбіліського метрополітену, розташовується між станціями «Гурамішвілі» і «Дідубе». Відкрита 28 листопада 1985 .
Станція названа по району, де розташовується. 
Конструкція станції — односклепінна глибокого закладення. Похилий хід тристрічковий, починається з північного торця станції.
Оздоблення — стелю станції оздоблено гофрованими металевими листами, на ньому розташовуються два ряди люмінесцентних ламп. Колійні стіни оздоблені світло-коричневим мармуром. На глухий торцевій стіні розташовується барельєф.

## Ресурси Інтернету
- Тбіліський метрополітен [Архівовано 19 травня 2014 у Wayback Machine.](англ.)
- Тбіліський метрополітен(груз.)